# Neopisch
Het Neopisch (Neopian) is een fictieve taal die gebruikt wordt op de internetsite Neopets, waar internetters zelf een digitaal huisdier kunnen verzorgen.

## Structuur
Van het Neopisch zijn alleen losse woorden bekend en het is met de huidige informatie onmogelijk een zin te vormen in de taal. Alle fictieve namen op Neopets, zoals Kreludor of Neopia zijn in deze 'taal' geschreven. De woorden zijn in de meeste gevallen gebaseerd op het Latijn, maar dan met een zeer Britse uitspraak. Enkele voorbeelden:
- Lutari komt van het Latijnse lutra, wat 'otter' betekent.
- Lupe komt van het Latijnse canis lupus, wat 'wolf' betekent.

Naar de Britse uitspraak wordt bijvoorbeeld lupe uitgesproken als loop.

## Gebruik
In Neopia is het Neopisch een wijdverbreide taal, die door alle winkeliers wordt gebruikt bij het begroeten van een binnenkomende virtuele klant.

## Verschillen door Neopia
Afhankelijk van de plaats in Neopia verschilt de taal een beetje. In een middeleeuwse wereld worden namen als Lord Kass gebruikt, in de ruimte-wereld namen als Ylana Skyfire.

## Andere Neopische talen
Twee virtuele Neopets-werelden wijken genoeg af om een eigen taal te hebben.

### Geraptiku
Een taal gebaseerd op Zuid-Amerikaanse inheemse talen. Bevat woorden als Potgatkerchi. Deze miniwereld stelt dan ook een verlaten voodoo-dorp voor. Hieruit kan opgemaakt worden dat Geraptiku een dode taal is.

### Tyrannia
De belangrijkste subtaal is het Tyrannisch. De winkeliers in Tyrannia spreken deze taal, die bestaat uit oertijd-achtige kreten. Meestal is één woord in een Tyrannische zin in de taal van de speler, zodat die kan begrijpen waar het over gaat. Als voorbeeld: de eigenaar van de Petpetwinkel begroet zijn klanten met Gal-aka-aka-bo! Nah-de! Ugga here a-ugga Tyrannia.

## Neopisch woord van de dag
Een aparte wedstrijd op Neopets vraagt elke dag spelers een suggestie te doen voor het Neopische woord van de dag. De volgende dag staat het gekozen woord op de voorpagina en krijgt de uitvinder hiervan een beloning. Gebleken is echter dat het Neopisch het niet zo nauw neemt met taalpurisme, aangezien ook een woord als kerel weleens het Neopische woord van de dag is geweest.